# Локка
Локка (фін. Lokan tekojärvi) — водосховище на півночі Фінляндії, на річці Луїро поблизу громади Соданкюля. Планування цього водозбірного басейну почалося ще в 1950 році. Така необхідність виникла з метою регулювання рівня води, що поступає на електростанції річки Кемійокі. Водосховище було відкрито в 1967 році, його площа коливається в межах 216-418 км² в залежності від рівня води. У водосховищі водиться багато різноманітної риби: тріска атлантична, палтус, лящ, сом, осетер, вугор. Це дало можливість розвитку рибного лову, місцеві жителі заробляють цим собі на життя. Орлан-білохвіст, що мешкає на водосховищі, взимку не відлітає на південь, а залишається тут. Для туристів на узбережжі розташовано безліч туристичних баз.